# Влтавська (станція метро)
50°05′58″ пн. ш. 14°26′18″ сх. д. / 50.09944° пн. ш. 14.43833° сх. д.
Влтавська (чеськ. Vltavská) — станція празького метрополітену на лінії C. Відкрита 3 листопада 1984 року у складі дільниці «Флоренц» — «Надражі Голешовіце».
Конструкція станції — однопрогінна (глибина закладення — 20,75 м) з однією острівною платформою.